# 孟都 (缅甸)
孟都（英語：Maungdaw, 發音：[máʊɴdɔ́ mjo̰]），是緬甸西部若開邦孟都縣的首府，也是羅興亞人定居點之一。孟都比鄰與孟加拉的邊界，孟都距離布迪当只有十六英里，是緬甸最西的城市。兩地為墨玉山脈所分隔，1918年建有兩條隧道連結。孟都是緬甸的重要港口，在第二次世界大戰時也是一個重要的基地。

## 歷史

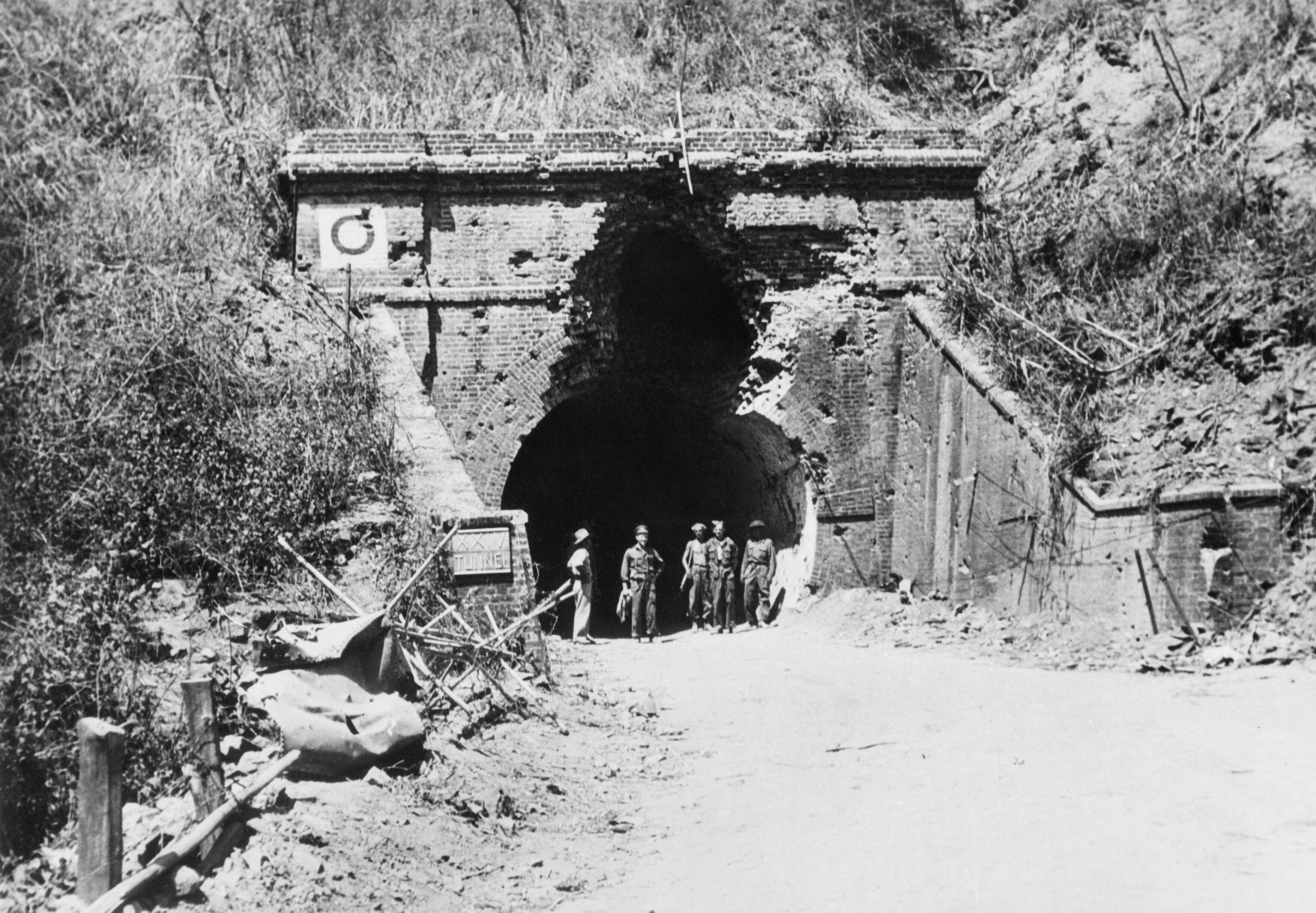
英国军队站在1944年1月由盟军第15军团占领的Maungdaw-Buthidaung公路的入口处。

孟都在前英國殖民地時間就已建立。

## 人口
根據2008年的人口普查，當地有人口約40萬人，當中大約有80%的是無國籍的羅興亞穆斯林。緬甸政府的名單上有超過130個民族，但不包括羅興亞人，認為他們只是來自孟加拉的非法移民，因此政府表示他們並無主張來要求其緬甸公民的身份。餘下的兩成人口包括有若開人、缅族人、Daingnet族人和Mro族人。

## 教育
截至2011年，當地有八所高中、十所初中、16所高小及125所初小。

## 經濟
自1995年起，孟都就一直維持与孟加拉國吉大港專區代格納夫烏帕齊拉的貿易。

## 外部連結
- 20° 49' 0" North, 92° 22' 0" East Satellite map at Maplandia.com（页面存档备份，存于）